# Vatu
El vatu (ISO 4217: VUV, a veces Vt) es la moneda oficial de Vanuatu. Fue introducida después de la independencia en 1982 en reemplazo del franco de Nuevas Hébridas y el dólar australiano. El Vatu no posee fracciones de ningún tipo.

## Billetes
El 22 de marzo de 1982 entró en vigencia la primera familia de billetes del vatu, la misma fue autorizada por el Banco Central de Vanuatu y constaba de los siguientes valores: 100, 500, y 1,000 vatu. Estos reemplazaron oficialmente a los billetes del franco de Nuevas Hébridas. En 1988 el billete de 100 vatu fue quitado de circulación ya que se emitieron monedas del mismo valor para su reemplazo. Hacia 1989 se había puesto ya en circulación nuevos billetes con valor de 5000 vatu.
En 1993, tras una reestructuración financiera, el Banco de Reserva de Vanuatu quedó a cargo de la emisión de papel moneda e introdujo nuevos billetes rediseñados de 500 y 1000 vatu. En 1995 imprimió billetes de 200 vatu y en 2011 se rediseñó el billete de mayor denominación (el de 5000 vatu) y se comenzó a emitir en polímero. Billetes impresos en polímero con un valor facial de 10,000 vatus fueron lanzados de forma conmemorativa el 28 de julio de 2010. Ya para el año 2013 no continuaron en circulación.

## Monedas
En el año 1983 fueron introducidas monedas de 1, 2, 5, 10, 20 y 50 vatu, seguidas en 1988 de la moneda de 100 vatu.
| Denominación | Metal        | Diámetro (mm) |
| ------------ | ------------ | ------------- |
| 1 vatu       | Níquel-Latón | 16            |
| 2 vatu       | Níquel-Latón | 19            |
| 5 vatu       | Níquel-Latón | 23            |
| 10 vatu      | Cuproníquel  | 24            |
| 20 vatu      | Cuproníquel  | 28            |
| 50 vatu      | Cuproníquel  | 33            |
| 100 vatu     | Níquel-Latón | 23            |

En 2011, el Banco de la Reserva de Vanuatu dejó de emitir las monedas de valores de 1 y 2 vatus, que eran utilizados con poca frecuencia debido a la inflación.
Como parte de la reforma monetaria, nuevas monedas fueron acuñadas en 2015 por la
Royal Australian Mint.
| Denominación | Composición            | Diámetro | Peso  | Forma        | Anverso                       | Reverso                                   |
| ------------ | ---------------------- | -------- | ----- | ------------ | ----------------------------- | ----------------------------------------- |
| 5 vatu       | Acero chapado en cobre | 19 mm    | 2.82g | Circular     | Escudo Vanuatu, año acuñación | Valor, Canoa tradicional                  |
| 10 vatu      | Acero niquelado        | 21 mm    | 3.64g | Circular     | Escudo Vanuatu, año acuñación | Valor, Cangrejo de coco                   |
| 20 vatu      | Acero niquelado        | 24.2 mm  | 5.47g | Circular     | Escudo Vanuatu, año acuñación | Valor, Líderes comunitarios tradicionales |
| 50 vatu      | Acero niquelado        | 27 mm    | 9.19g | Circular     | Escudo Vanuatu, año acuñación | Valor, Kava y coco                        |
| 100 vatu     | Aluminio-zinc-bronce   | 23.25 mm | 6.84g | Ondulaciones | Escudo Vanuatu, año acuñación | Valor, Parlamento                         |